# Ströja, Norrköpings kommun
Ströja i Kvillinge socken i Norrköpings kommun är bebyggelse som fanns till mitten av 1800-talet och en vendel- och vikingatida by och hallbyggnad på Malmölandet.

## Ströja hallbyggnad
På en höjdrygg i Ströja har lämningar efter en 40 meter lång och 10 meter bred hallbyggnad, en vikingahall, upptäckts under utgrävningar för Ostlänken. Detta långhus hade ett klart bredare mittskepp än motsvarande byggnader i Mälardalen. Det uppfördes cirka år 450 och är därmed Östergötlands äldsta hallbyggnad från folkvandringstiden. Den ersattes senare av en ny hallbyggnad på samma plats som stod kvar till cirka år 650. Kring hallbyggnaden fanns treskeppiga hus som bostäder åt hirden. Lämningarna tyder på att det i hallen hölls större sammankomster där man ägnade sig åt blot och rituella måltider och fester. Man fann även spår efter ölbryggning. Vid fortsatta utgrävningar år 2020 fann man i hallbyggnaden två guldgubbar. Vid ungefär samma tid fann arkeologerna vid den andra stora hallbyggnaden i Östergötland, Askahögen utanför Vadstena, 23 guldgubbar. Ströja blev centralplats med funktioner inom blot, rättskipning, handel och hantverk.

## Vendeltida fynd
Flera (550–800 e.Kr.) dräktspännen från Vendeltiden har påträffats i Ströja. Andra fynd är en praktsköld med fågelmotiv, en svärdslipningssten samt glasfragment från en grön snartemobägare och från blå snabelbägare. På höjdryggen vid hallbyggnaden påträffades vendeltida vapen och förgyllda beslag som tillhört elitens stridsutrustning.
Omkring år 650 skedde en övergång från treskeppiga hus till mindre enskeppiga hus, vilket var hundra år tidigare än på andra håll. Fynden tyder på att det under 1200-talet fanns en gård av högreståndskaraktär i Ströja.

## Ströja omtalat i dokument 1385
Äldsta skriftliga belägget för Ströja i Kvillinge socken är från 11 april 1385 då riddaren Erik Karlsson sålde sex attungar jord i Ströja till riddaren och marsken Sten Bengtsson. I en handling från 1543 omnämns tre kronogårdar och fem biskopsgårdar.

## Ingick i Krusenhovs säteri
Den 12 mars 1622, samma dag som han adlades, förlänades Peter Kruse större delen av Ströja by (närmare bestämt åtta biskopshemman om ett tredjedel mantal vardera). Samma år köpte han ett skattehemman i Ströja (också det ett tredjedel mantal) som överfördes till frälsejord. Därmed ägde Kruse nio tredjedelshemman i Ströja by. Tillsammans med andra förlänade och köpta hemman inlades gårdarna i Ströja i det säteri som Kruse uppförde i Kvillinge socken och som så småningom fick namnet Krusenhov.
Enligt 1691 års karta hade byn nyligen omvandlats till tre gårdar. Tidigare innehöll den 8-10 gårdar.

## Fotnoter
1. ↑  Björn Hjulström "Gästabuden i Ströja", Populär arkeologi nr 3 2018, sid. 29–31
2. ↑  Arkeologikonsult om sensationella arkeologiska fynd av en centralplats i Ströja i Östergötland
3. ↑  Svenskt Diplomatarium nr 12853
4. ↑  Södra Malmölandet. Rapport från Arkeologikonsult 2008:2198
5. ↑  Johan Axel Almquist (1946) Frälsegodsen i Sverige under storhetstiden. Tredje delen Östergötland, Band 1. Inledning och tabeller, Stockholm: P A Norstedt (sid 231-236), Johan Axel Almquist (1947) Frälsegodsen i Sverige under storhetstiden. Tredje delen Östergötland, Band 2. Säterier, Stockholm: P A Norstedt (sid 852-854)
6. ↑  Björn Hjulström "Gästabuden i Ströja", Populär arkeologi nr 3 2018, sid. 31